# Nam Hyun-woo
Nam Hyun-woo (koreanisch 남현우; * 9. Januar 1985 in Incheon) ist ein ehemaliger südkoreanischer Tennisspieler.

## Karriere
Nam war auf der ITF Junior Tour kaum aktiv und belegte dort Platz 609.
2004 gewann er für die südkoreanische Davis-Cup-Mannschaft in dem nicht mehr für den Ausgang der Partie wichtigen fünften Match gegen den Malaysier Mohammed-Noor Moordin. Es blieb sein einziger Einsatz für sein Land im Davis Cup. Erst ab Mitte 2005 stieg er regelmäßig in den Turnierbetrieb ein, wo er hauptsächlich auf der drittklassigen ITF Future Tour aktiv war. Erster Erfolg für ihn war 2006 der erste Einzug in ein Future-Finale. Der erste Titel 2007 sowie die erfolgreiche Qualifikation für das Turnier der ATP Tour in Tokio, in dem er gegen Robert Kendrick verlor, ließen Nam erstmals in die Top 500 und auf sein Karrierehoch Rang 449 steigen. Bei der Sommer-Universiade im selben Jahr erreichte er das Viertelfinale. Ein Jahr später bestritt Nam in Peking nach der Qualifikation gegen Björn Phau sein zweites und letztes ATP-Tour-Match – mit demselben Ausgang. Bei Turnieren der ATP Challenger Tour schaffte es Nam ebenfalls nie über die ersten Runden hinaus.
2009 legte Nam eine zwei Jahre andauernde Pause ein. Nach seiner Rückkehr 2012 gewann er seinen zweiten Future-Titel, seine Leistungen im Einzel verschlechterten sich allerdings. Im Doppel gewann er von 2014 bis 2016 jährlich noch je einen Titel, über den 667. Rang von 2007 kam er aber nicht mehr hinaus. 2017 beendete er seine Karriere.